# 행정관서요원

## 총론
- 대한민국의 전환, 대체복무제도로서, 입영대상자 중에 신체등급 4급 판정을 받은 이들이 복무하는 역종인 보충역인 사회복무요원의 약 90%를 차지한다.
  - 다른 2종류는 국제협력봉사요원과 예술체육요원이다.
  - 다른 종류들은 '전문봉사요원'으로서, 공무원에 해당된다. 이들은 공중보건의사, 징병전담의사, 국제협력의사, 공중방역수의사, 공익법무관이다.
- 1991년 이후 출생자로서 정신과 질환사유로 신체등위 4급 보충역에 편입된 사람 및 문신 또는 자해로 인한 반흔 등의 사유로 4급 판정을 받은 사람 중 정신과 3급이 포함된 사람이 해당되며, 사회복무요원 복무만료 후에는 전시근로소집대상이 된다. 이 경우 제2국민역과 마찬가지로 예비군 훈련 없이 바로 민방위로 편성된다.[1]
- 2012년부터 공익근무요원이란 단어는 삭제되고, 그 중 행정관서요원은 사회복무요원으로 바뀌고, 공익근무요원 중 국제협력봉사요원과 예술체육요원은 사회복무제도 하에 별도로 독립된다.[2]
- 2013년부터 중학교 중퇴 이하 학력자의 보충역 처분이 폐지되어 다른 이들과 동일하게 처분된다.
- 2014년 이후 보충역의 대체복무 중 하나인 사회복무요원 중 사회서비스 업무 이외, 즉 행정 지원 업무에 대하여 신규 배정이 중단된다. 2013년까지는 배정될 예정이다.[3]
  - 지방자치단체 산하 시청, 구청, 소방서 등의 경우 사회복지, 보건의료, 교육문화, 환경안전으로서 계속 배정되어 2014년에 폐지 시점 결정, 최대 2022년까지 존속된다.
  - 또한 이 외 모든 보충역의 대체복무, 즉 국제협력봉사요원, 예술체육요원, 전문연구요원, 전문봉사요원(공중보건의사, 국제협력의사, 징병전담의사, 공중방역수의사, 공익법무관)의 존치여부가 2014년에 재논의되어, 늦어도 2022년 이전에는 폐지된다.
  - 그 외 산업기능요원과 승선근무예비역은 그보다 앞서 2015년에 폐지된다.
- 따라서 늦어도 2022년 이후에는 보충역이 폐지되어, 병역 구분이 현역과 제2국민역으로 2원화 된다. (그 외로는 '병역면제')
- 사회복무요원의 5일간의 소양교육(4주 간의 기초군사교육 이후 받음)이 2015년 이후부터는 합숙으로 시행된다.[4][5]
  - 또한 2022년부터는 복무기간 중 매년 1회씩 2회 시행된다. 그러나 이는 앞으로도 사회복무요원의 복무기간이 2011년 이래 계속 2년으로 유지됨을 가정한 것이다.
  - 장소는 충청북도 보은군 '사회복무연수센터'이며, 똑같이 5일 간이나 종래 33시간에서 44시간으로 늘어났다.
  - '공익근무요원교육원' 예비타당성조사 보고서는 2007년 사회복무요원  발표 이후 2010년 8월 작성되었으나, 교육원 건립공사 설계용역 관련 기본정보는 2012년 4월 26일 게시되었다.
  - 그러나 2011년 상반기에, 2022년 이후에는 보충역 자체를 폐지할 것이라는 병무청의 계획과 모순된다.[6][7]
- 사회복무요원은 주로 동사무소, 지하철, 법원, 학교 등지에서 공익을 위해 복무한다.
- 사회복무요원이 되는 경우는 3가지이다.

1. 병역 미필상태의 징병검사에서 4급 보충역 판정을 받는 경우.
2. 군 복무 중 4급을 받는 경우.
3. 징역 6개월 이상 ~ 1년 6개월 미만이나 집행유예 1년 이상을 선고받은 경우.

- 국제협력봉사요원과 예술체육요원은 신체등급 4급을 받지 않더라도 지원에 따라 일정 자격이 되면 해당 부처 장관에 의해 보충역으로 편입 가능하다.
- '전문봉사요원'(공무원)-공중보건의사, 징병전담의사, 국제협력의사, 공중방역수의사, 공익법무관들은 신체등급 4급이거나, 공중보건의사인 경우 군의관 T.O가 부족한 경우 임용된다. 3년의 복무기간 이후,  보충역 육군 이등병으로서 예비군에 편입된다.

## 재징병검사
- 실시징병검사(병역처분)를 받은 다음 해부터 4년까지 입영연기 등으로 입영(소집)하지 않은 사람은 그 기간 동안에 신체 건강 상태가 변할 수도 있으므로 5년이 되는 해에 건강상태를 다시 확인하는 재징병검사를 받아야 함.
- 1회만 실시하며, 재징병검사를 받은 사람 (1회만 실시) 부모 등의 전사 등(전공상), 수형사유로 보충역에 편입된 사람
- 병역처분의 정확성·공정성 제고를 위하여 2007년 병역법 개정으로 신설되어 2012년부터 재징병검사를 실시함. 재징병검사 대상 현역병입영대상 또는 보충역으로 병역처분 받은 사람이 입영연기 등으로 병역처분을 받은 다음 해부터 4년이 되는 해의 12월 31일까지 입영(소집)하지 않은 사람은 5년이 되는 해에 재징병검사를 실시함.
- 연도별 재징병검사 대상
  - 2007년 최초 징병검사를 받은 사람부터 적용
  - 2007년 병역처분 받은사람 : 2012년 재징병검사 대상
  - 2008년 병역처분 받은사람 : 2013년 재징병검사 대상
  - 2009년 병역처분 받은사람 : 2014년 재징병검사 대상
  - 2010년 병역처분 받은사람 : 2015년 재징병검사 대상
- 제외 대상
  - 이미 재징병검사를 받은 사람 (1회만 실시함)
  - 신체판정 이외 사유로 보충역에 편입된 사람 (부모,형제의 전공상에 따른 1인, 또는 수형사유로 보충역에 편입된 사람)

## 같이 보기
- 사회복무요원, 상근예비역, 방위병
- 대한민국 예비군, 대한민국 민방위대
- 징병제, 대한민국의 병역 제도, 징병검사, 모병제
- 육군훈련소, 대한민국 국군, 국방개혁 2020
- 공무원, 경찰관 계급, 소방관 계급
- 병력에 따른 나라 목록, 군대가 없는 나라 목록